# Xenanusia pulchripennis
Xenanusia pulchripennis är en stekelart som beskrevs av Girault 1917. Xenanusia pulchripennis ingår i släktet Xenanusia och familjen sköldlussteklar. Inga underarter finns listade i Catalogue of Life.